# Xoaltentli
Xoaltentli na mitologia asteca é o deus do sonho e dos transtornos mentais, habita no Mictlan.